# Наложница великого завоевателя
«Верховный ван Западного Чу» (кит. 西楚霸王, Xīchǔ Bàwáng); англоязычное название «Наложница Великого завоевателя» (англ. The Great Conqueror’s Concubine) — фильм 1994 года, реж. Стивен Синь. Снят по мотивам исторических записок «Ши цзи» древнекитайского историка Сыма Цяня и повествует о времени Война Чу и Хань в III веке до н. э.

## Сюжет
III век до н. э. После того, как великому древнекитайскому правителю Цинь Шихуанди удалось создать первое централизованное китайское государство, основанная им в 221 году до н. э. династия Цинь, собиравшаяся править объединённой китайской империей на протяжении «10 тысяч поколений», была свергнута уже через несколько лет после его смерти — в 206 году до н. э.
При Цинь Шихуанди народ жестоко эксплуатировался на «великих стройках» империи и повсеместно был недоволен правлением. Вскоре после смерти Цинь Шихуанди в 210 году до н. э., против его наследников по всей империи вспыхнули восстания. Одно из первых восстаний вспыхнуло на территории завоёванного Цинь Шихуанди царства Чу, где в противовес династии Цинь в 209 году до н. э. был провозглашён местный правитель Хуай-ван II.
Хуай-ван II провозгласил наступление двух мятежных армий на столицу династии Цинь и объявил, что титул нового правителя столицы получит полководец той армии, которая первой туда войдёт. Двумя полководцами этих мятежных армий были мужественный «Верховный ван Западного Чу» Сян Юй и хитрый Лю Бан (будущий основатель новой Ханьской династии). Первым вошёл в столицу Лю Бан, но имея мало войска, он умно предпочёл отказаться от своего первенства и передал столицу «Верховному вану» Сян Юю.
О дружбе, а затем о соперничестве и междоусобной войне Чу и Хань этих двух полководцев и рассказывает этот фильм.
Англоязычное название фильма «Наложница Великого завоевателя» — в честь верной наложницы «Верховного вана» Сян Юя по имени Юй Цзи, которая до последнего была с ним и покончила с собой перед последним сражением, когда хитрый Лю Бан в 202 году до н. э. загнал в угол мужественного, но простодушного Сян Юя.

## В ролях
- Рэй Лёй — Сян Юй
- Розамунд Кван — наложница Юй Цзи[англ.]
- Чжан Фэнъи[кит.] — Лю Бан
- Гун Ли — Люй-хоу